# Torneo Quattro Nazioni Under-20 2014-2015
Il Torneo Quattro Nazioni Under-20 2014-2015 è la 14ª edizione di questa manifestazione. È iniziato il 3 settembre 2014 e si è conclusa il 21 aprile 2015. Il detentore è la Germania ma questa edizione è stata vinta dalla Polonia.

## Partite
| Arbitro: | Patrick Alt |

|  |           |               |
|  | Marcatori | 55’ Garritano |

| Arbitro: | Robert Kempter |

|             |           |            |
| Wronski 73’ | Marcatori | 10’ Corbaz |

| Niederhasli 7 settembre 2014, ore 15:00 | Svizzera       | 0 – 0 referto | Germania | GC/Campus (1 055 spett.)\| Arbitro: \| Unbekannt Adam \| |
| Arbitro:                                | Unbekannt Adam |               |          |                                                          |

| Arbitro: | Luca Gut |

|               |           |                                       |
| Garritano 17’ | Marcatori | 5’ Frankowski 28’ Straus 86’ Dźwigała |

| Arbitro: | Benjamin Kortus |

|                             |           |             |
| Stępiński 2’ Frankowski 84’ | Marcatori | 49’ Manconi |

| Carouge 13 ottobre 2014, ore 18:00                                               | Svizzera  | 1 – 2 referto                     | Polonia | Stade de la Fontenette |
| \| \| \| \| \| Tarashaj 29’ \| Marcatori \| 36’ (rig.) Stępiński 76’ Formella \| |           |                                   |         |                        |
|                                                                                  |           |                                   |         |                        |
| Tarashaj 29’                                                                     | Marcatori | 36’ (rig.) Stępiński 76’ Formella |         |                        |

| Arbitro: | Massimiliano Irrati |

|             |           |          |
| Gerhardt 5’ | Marcatori | 19’ Frey |

| Arbitro: | Sandro Schärer |

|  |           |                   |
|  | Marcatori | 4’ Selke 53’ Kerk |

| Arbitro: | Patrick Ittrich |

|                                               |           |  |
| Rosseti 8’ Cristante 71’ Garritano 86’ (rig.) | Marcatori |  |

| Arbitro: | Dino Tommasi |

|                     |           |                             |
| Stendera 77’ (rig.) | Marcatori | 69’ Stępiński 74’ Zieliński |

| Arbitro: | Tomasz Kwiatkowski |

|  |           |                |
|  | Marcatori | 87’ Emmanuello |

| Arbitro: | Krzysztof Jakubik |

|                               |           |             |
| Garritano 10’ Gagliardini 51’ | Marcatori | 31’ Mukhtar |

## Classifica
| Squadra  | P.ti | G | V | P | S | RF | RS | DR |
| -------- | ---- | - | - | - | - | -- | -- | -- |
| Polonia  | 13   | 6 | 4 | 1 | 1 | 10 | 7  | +3 |
| Italia   | 12   | 6 | 4 | 0 | 2 | 9  | 6  | +2 |
| Germania | 5    | 6 | 1 | 2 | 3 | 5  | 6  | 0  |
| Svizzera | 3    | 6 | 0 | 3 | 3 | 3  | 8  | -5 |

## Classifica marcatori
| Gol | Rigori |  | Giocatore             | Squadra  |
| --- | ------ |  | --------------------- | -------- |
| 4   | 1      |  | Luca Garritano        | Italia   |
| 3   | 1      |  | Mariusz Stępiński     | Polonia  |
| 2   |        |  | Przemysław Frankowski | Polonia  |
| 1   |        |  | Jacopo Manconi        | Italia   |
| 1   |        |  | Valerio Rossetti      | Italia   |
| 1   |        |  | Bryan Cristante       | Italia   |
| 1   |        |  | Simone Emmanuello     | Italia   |
| 1   |        |  | Roberto Gagliardini   | Italia   |
| 1   |        |  | Thibault Corbaz       | Svizzera |
| 1   |        |  | Shani Tarashaj        | Svizzera |
| 1   |        |  | Michael Frey          | Svizzera |
| 1   |        |  | Yannick Gherhardt     | Germania |
| 1   |        |  | Davie Selke           | Germania |
| 1   |        |  | Sebastian Kerk        | Germania |
| 1   | 1      |  | Marc Stendera         | Germania |
| 1   |        |  | Hany Mukhtar          | Germania |
| 1   |        |  | Lukasz Wronski        | Polonia  |
| 1   |        |  | Jonatan Straus        | Polonia  |
| 1   |        |  | Adam Dźwigała         | Polonia  |
| 1   |        |  | Dariusz Formella      | Polonia  |
| 1   |        |  | Piotr Zieliński       | Polonia  |